# Железничка станица Липе
Железничка станица Липе је једна од железничких станица на прузи Београд—Пожаревац. Налази се насељу Рипањ у градској општини Вождовац у Београду. Пруга се наставља у једном смеру ка Малој Иванчи и другом према Врчину. Железничка станица Липе се састоји из 2 колосека. 